# Żerdzianka plamista
Żerdzianka plamista (Monochamus saltuarius) – gatunek chrząszcza z rodziny kózkowatych. Zamieszkuje Europę i Azję; w Polsce rzadki. Larwy żerują na drzewach iglastych.